# Annals of Mathematics
Annals of Mathematics — выходящий раз в два месяца математический журнал, выпускаемый Принстонским университетом и Институтом перспективных исследований.
Хотя аббревиатура ISO 4 журнала — Ann. Math., Mathematical Reviews и многие другие печатные издания используют аббревиатуру Ann. of Math.

## История
Журнал был основан под названием The Analyst в 1874 году с Джоэлом Хендриксом в роли главного редактора. Он должен был «предоставить возможность для публикации и анализа любых и всех вопросов, интересных или имеющих важность в чистой и прикладной математике, в особенности всех новых и интересных открытий в теоретической и практической астрономии, механической философии и инженерном деле». Журнал публиковался в Де-Мойне (штат Айова) и был первым американским математическим журналом, выходившим без перерывов в течение более двух лет. В 1883 году журнал перестал публиковаться по причине ухудшения здоровья Хендрикса. С марта 1884 журнал продолжил публиковаться под названием Annals of Mathematics; главным редактором журнала стал Ормонд Стоун (Виргинский университет). В 1899 году местом выпуска журнала стал Гарвардский университет, а в 1911 году — Принстонский университет, где журнал выпускается до настоящего времени.
Значимый период в истории журнала — период с 1928 по 1958 годы, когда редактором был Соломон Лефшец. Норман Стинрод так охарактеризовал вклад Лефшеца: «Важность журнала первого класса для математиков Америки в том, что он устанавливает для них высокие стандарты. Косвенным образом Лефшец повлиял на развитие математики в США».
Принстонский университет продолжал публикацию до 1933 года, когда к работе над журналом присоединился Институт перспективных исследований.
В настоящее время редакторами Annals of Mathematics являются Давид Габай, Чарльз Фефферман, Николас Кац, Серджу Клайнерман и Тянь Ган (все из Принстонского университета).

## Свободный доступ
С 1998 года журнал был доступен в электронном виде, вместе с обычным печатным изданием.
Электронная версия была доступна бесплатно как журнал открытого доступа до 2008 года;
в 2008 году выпуски до 2003 года были перенесены в платный архив JSTOR;
в настоящее время статьи доступны свободно по истечении пяти лет с момента публикации.

## Показатели
- За период 2012—2016 годов MCQ журнала составил 3,81. По этому показателю он является вторым журналом по чистой математике, уступая только Publications Mathématiques de l'IHÉS
- Согласно Journal Citation Reports, импакт-фактор журнала в 2012 году был 3,027, что дало ему третье место среди 296 журналов в категории «Математика»[13].
- Журнал индексируется в Science Citation Index, Current Contents/Physical, Chemical & Earth Sciences[14], Scopus[15].